# Max Cavalera
Max Cavalera, egentligen Massimiliano Antonio Cavalera, född 4 augusti 1969 i Belo Horizonte, Minas Gerais, Brasilien, är sångare i gruppen Soulfly. Han grundade Sepultura 1984 tillsammans med sin bror Igor Cavalera, men lämnade bandet i slutet av 1996.
Cavalera har även haft ett projektband kallat Nailbomb, som kombinerade metal och punk. Emellanåt använder han stränginstrumentet berimbau för att föra in de brasilianska rötterna i sin musik. Hans gitarr har numera endast fyra strängar, något som blivit en sorts kännemärke för honom.
Orsaken till att Cavalera lämnade Sepultura, som var ett internationellt framgångsrikt band, var att det uppstod konflikter mellan Cavaleras fru och tillika Sepulturas manager Gloria Cavalera och resten av bandet. Ungefär samtidigt som Cavalera lämnade bandet dog hans styvson Dana "D-Low" Wells (1975-1996) i en bilolycka, något som Cavalera tog mycket hårt. Cavalera har skrivit flera låtar tillägnade styvsonen. Familjen och vänner har ända sedan dess hävdat att det handlade om mord, men det har aldrig bevisats.
Idag är Max Cavalera även aktiv med metalgruppen Killer Be Killed, där han medverkar med Troy Sanders (Mastodon), Greg Puciato (The Dillinger Escape Plan) och Dave Elitch (The Mars Volta). Efter ett skivkontrakt med Nuclear Blast släppte de ett debutalbum 2014.

## Citat
| ”                        | I do hate a lot of 'religion' but people like Christ - yeah they inspire me. I mean if you look at Christ. He was hanging around with the lowlifes, prostitutes and the losers you know, not going around with those high society motherf**kers you see trying to sell Jesus today!" | „ |
| – Intervju, musicOMH.com | |   |